# Disraeli (film 1929)
Disraeli  è un film biografico del 1929 diretto da Alfred E. Green, remake di Disraeli, diretto nel 1921 da Henry Kolker. Anche il film precedente era interpretato da George Arliss, l'attore che aveva portato al successo a teatro il lavoro di Louis N. Parker, scritto nel 1911 appositamente per Arliss.

## Produzione

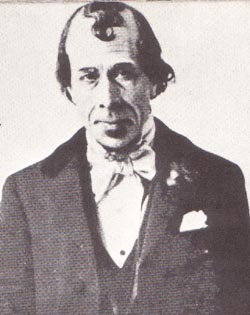
George Arliss a teatro nel ruolo di Disraeli (1911)

Il film fu prodotto dalla Vitaphone Corporation e dalla Warner Bros. Pictures (con il nome Warner Bros. Pictures Inc.).

## Distribuzione
Il copyright del film, richiesto dalla Warner, fu registrato l'8 ottobre 1929 con il numero LP756. Distribuito dalla  Warner Bros. Pictures Inc., il film fu presentato in prima a New York il 2 ottobre. Nelle sale statunitensi, uscì il 1º novembre 1929.

### Date di uscita
- USA: 2 ottobre 1929 (New York)
- USA: 1º novembre 1929
- Francia: 29 maggio 1931	come Disraeli: The Noble Ladies of Scandal

## Riconoscimenti
- 1930 - Premio Oscar
  - Miglior attore protagonista a George Arliss
  - Candidato: Miglior film alla Warner Bros.
  - Candidato: Migliore sceneggiatura non originale a Julien Josephson
- 1929 - National Board of Review Award
  - Migliori dieci film